# さらさらサラダ
『さらさらサラダ』は、東海・北陸地方のNHK総合テレビジョンで2013年4月3日から2024年3月25日まで放送されていたNHK名古屋放送局制作の地域情報番組である。以前は「東海北陸フレッシュ便 さらさらサラダ」というタイトルだった。2017年4月3日より番組の大幅リニューアルに合わせ、番組名を『さらさらサラダ』に改題した。

## 概要
前身は、2003年から2013年3月まで東海3県（愛知・岐阜・三重）で放送された『情報フレッシュ便 さらさらサラダ』である。
それまで東海北陸での平日午前におけるNHK総合テレビジョンの番組は、東海3県ローカルをはじめとして静岡県、北陸3県（石川・富山・福井）それぞれの各県域単位での地域番組が編成されていたが、NHKの地域番組をラジオ番組へシフトさせるとの編成方針を受け、総合テレビジョンにおける（県域単位での）地域番組枠の減少に伴い、東海北陸のNHK各放送局でも県域番組を変更し、拠点局である名古屋局制作の既存番組を広域化させる形で本番組が開始された。

## 番組の終焉
2024年度より教養・報道番組『ぐるっと!』が開始することに伴い、2024年3月15日をもって放送を終了する予定であったが、同日の放送が第213回国会中継のため休止となったため、3月25日12:20 - 12:45に設けられた特別枠での異時放送を以て放送を終了した。

## 番組テーマソング
| 年度 | 曲目               | 歌手                   |
| ---- | ------------------ | ---------------------- |
| 2013 | WA WA WA           | ナオト・インティライミ |
| 2014 | WA WA WA           | ナオト・インティライミ |
| 2015 | 放課後ハイファイブ | Little Glee Monster    |
| 2016 | 放課後ハイファイブ | Little Glee Monster    |
| 2017 | クロスハッチング   | クアイフ               |
| 2018 | クロスハッチング   | クアイフ               |

2019年4月以降は、オリジナルの楽曲が使用されている。

## 放送時間
- 月曜 - 金曜 11:30 - 12:00（一部地域は11:50から地域情報番組）
祝日・年末年始・国会中継時・高校野球期間中・メジャーリーグやオリンピックなどのスポーツ中継は休止。また、重大ニュース・自然災害が発生して東海地方または中部ブロック向け特設ニュースもしくは東京からの全国向け特設ニュースが組まれた際、本番組が時間短縮・休止となる場合がある。
また毎月1日（1月のみ、1日ではなく4日）は、緊急警報放送の試験信号を送出するため、1分早く11:59で放送終了する。

### 気象情報について
- 11:54 - 11:57
全ての放送局とも『全国の気象情報』を東京からネット。

- 11:57 - 12:00
名古屋局は『さらさらサラダ』に内包する形で東海3県の気象情報を放送するが、岐阜局・津局は独自に県内の気象情報を放送する。
高校野球などで『さらさらサラダ』が休止になる場合でも、各県別の独自の気象情報は放送される。また、静岡県と北陸3県はそれぞれ11:57 - 12:00に独立番組扱いで各県域の気象情報を放送する。
但し、祝日・年末年始とお盆の平日などは、「東海・北陸の気象情報」を放送。
また、ゴールデンウィークの谷間の平日、年末年始の前後などは名古屋局以外のそれぞれ県別番組及び各県域の気象情報が休止され、全ての局で「さらさらサラダ」をフルネットで放送する場合がある。この場合、名古屋局から『さらさらサラダ』に内包する形で「東海・北陸の気象情報」が放送される。
2024年1月10日から3月15日まで『令和6年能登半島地震関連情報』として（1月12日からは『総合テレビ（石川県内）同時放送』）、BS103チャンネル（旧NHK BSプレミアム）でサイマル放送[7][8][9]。この地震の影響により、年明け最初の放送となる1月4日から当面、オープニングは省略、挨拶から始まる形となる。

## 出演者
| 2013 | 山本志保                                                     | さやか結   |
| 2014 | 山本志保                                                     | さやか結   |
| 2015 | 山本志保                                                     | 平松伴康   |
| 2016 | 山本志保                                                     | 平松伴康   |
| 2017 | 山本志保                                                     | 西川カーク |
| 2018 | 佐々木彩（4月 - 9月7日） 西堀裕美（9月25日 - 2019年3月20日） | 西川カーク |
| 2019 | 福田ちづる                                                   | 西川カーク |
| 2020 | 福田ちづる                                                   | 西川カーク |
| 2021 | 福田ちづる                                                   | 西川カーク |
| 2022 | 福田ちづる                                                   | 西川カーク |
| 2023 | 福田ちづる                                                   | 西川カーク |

コーナー出演タレント
ミスリップカンパニー・バルバロイ（お笑いコンビ）加藤慶朗・佐藤実絵子（元SKE48）
さやか結の産休中は、NHK名古屋放送局のアナウンサーやキャスター、NHK福井放送局アナウンサー（当時）の大橋拓らが交代で山本志保とともにMCを担当した。

## 放送地域
- 東海3県
  - 愛知県
  - 岐阜県（NHK岐阜放送局）
  - 三重県（NHK津放送局）
- 静岡県（NHK静岡放送局）
- 富山県（NHK富山放送局）
- 石川県（NHK金沢放送局）
- 福井県（NHK福井放送局）

## 各地域向けの番組
- 岐阜県
  - みのひだ情報局（月曜 - 金曜 11:50 - 12:00、2005年4月 - ）[12]
- 三重県
  - ちょこっと!みえ（月曜 - 金曜 11:50 - 12:00、2019年4月 - ）
- 静岡県
  - ひる・しず（月曜 - 金曜 11:50 - 12:00、2014年4月 - ）[注 5][注 6]

- なお北陸3県（石川県・富山県・福井県）では、各県向けの差し替え番組はない（気象情報の「各地の気象情報」のみ各県別に差し替え）。

過去に放送された各地域向け番組
- 三重県
  - みえ〜るくん情報（月曜 - 金曜 11:50 - 12:00、2013年度 - 2018年度）
- 静岡県
  - しずおか情報ランチ（月曜 - 木曜 11:45 - 12:00、2013年度）
- 石川県
  - こと金!（金曜 11:30 - 12:00、2013年度）
  - さらさらサラダ石川（月曜 - 金曜 11:50 - 12:00、2014年度）
- 富山県
  - とやまおしらせたまご（月曜 - 金曜 11:50 - 12:00、2013年度 - 2014年度）

## データ放送
放送された料理のレシピを放送中に見ることができ、テレビのデータ放送で情報が提供される。また、ゲスト出演時にはデータ放送を利用したアンケートやクイズの出題も実施されている。